# Gephyromantis klemmeri
Gephyromantis klemmeri – gatunek płaza bezogonowego z rodziny mantellowatych (Mantellidae), spotykany na północnym wschodzie Madagaskaru.

## Występowanie
Zwierzę to należy do gatunków endemicznych. Występuje jedynie na północnym wschodzie wyspy Madagaskar – w Marojejy, Anjanaharibe-Sud oraz Betaolana. Prawdopodobnie żyje też na półwyspie Masoala. Dane stanowiące o obecności gatunku na południu kraju są wynikiem pomyłki.
Płaza tego stwierdzano na wysokości 600–1326 metrów nad poziomem morza. Jego siedliskiem jest ściółka pierwotnych lasów tropikalnych. Nie obserwuje się go w środowisku zdewastowanym ludzką działalnością.

## Rozmnażanie
Ponieważ płaza spotyka się na terenach oddalonych od zbiorników wodnych, sądzi się, że rozmnaża się on bez ich udziału i ma tu miejsce rozwój prosty.

## Status
W Czerwonej księdze gatunków zagrożonych IUCN płaz ten od 2016 roku klasyfikowany jest jako gatunek zagrożony (EN, ang. Endangered); wcześniej, od 2004 roku uznawano go za gatunek narażony (VU, ang. Vulnerable).
Gatunek jest stosunkowo częsty, jednakże jego liczebność obniża się ze względu na postępującą utratę siedlisk.
Do zagrożeń dla gatunku należą: rolnictwo (w tym wypas zwierząt gospodarskich), pozyskiwanie drewna i wytwarzanie węgla drzewnego, inwazyjne rozprzestrzenianie się eukaliptusa, osadnictwo ludzkie.